# Krytonosek paprociowy
Krytonosek paprociowy (Scytalopus diamantinensis) – gatunek małego ptaka z rodziny krytonosowatych (Rhinocryptidae). Endemiczny dla Brazylii. Opisany w 2007 roku.
Występowanie
Odkryty w 2006 roku w stanie Bahia we wschodniej Brazylii (rok później odkryto tam inny gatunek ptaka, mrówkodławika skalnego, Formicivora grantsaui). Występuje na wysokości 850–1600 m n.p.m. Często spotykany w zaroślach orlicy pospolitej (Pteridium aquilinum). Obserwowany najwyżej do dwóch metrów nad ziemią. Preferuje gęstą roślinność, jak zarośla bambusów i paproci.
Morfologia
Długość ciała wynosi 131 mm, rozpiętość skrzydeł 173 mm. Masa ciała samca wynosi 16–17,2 g, samicy 15,3 g. Długość dzioba to 5,8–6,7 mm, skrzydła 49,7–56 mm, ogona 39–50 mm, a skoku 19,5–21,1 mm. Holotyp stanowił młodociany samiec. Są one podobne do krytonosków myszatych (S. pachecoi), jednak różnią się wyglądem pokryw skrzydłowych. Krytonosek paprociowy jest czarnoszary, z białawym gardłem, grzbietem i spodem ciała. Kuper ciemny, brązowooliwkowy, z jednym lub dwoma cynamonowymi paskami. Pokrywy podogonowe pokryte cynamonowym wzorem. Bardzo podobny do krytonoska skalnego (S. petrophilus) oraz krytonoska myszatego; mogą być odróżnione po śpiewie.
Status, zagrożenia
Od 2016 roku krytonosek paprociowy klasyfikowany jest przez IUCN jako gatunek zagrożony (EN); wcześniej, od 2011 roku miał status gatunku bliskiego zagrożenia (NT). Liczebność populacji nie została oszacowana, ale jej trend oceniany jest jako spadkowy. Środowisko, które zasiedla, zagrożone jest z powodu niszczenia go dla rozwoju upraw, głównie kawy i bananów, a także przez wycinkę drzew na węgiel drzewny i pożary lasów.